# Pedro Diniz
Pedro Paulo Falleiros dos Santos Diniz (* 22. Mai 1970 in São Paulo) ist ein brasilianischer Unternehmer und ehemaliger Automobilrennfahrer. Von 1995 bis 2000 war er in der Formel 1 aktiv.

## Rennsportkarriere

### Anfänge im Motorsport
Diniz fing 1987 und damit ungewöhnlich spät mit dem Kartsport an. Seine äußerst wohlhabende Familie finanzierte dem jungen Brasilianer sein Hobby. Über die Formel Ford kam Diniz 1990 in die südamerikanische Formel 3, bevor er sich entschied, professionellen Motorsport zu betreiben und dafür nach Europa zu gehen. 1991 wechselte er in die britische Formel 3 nach England. Sein Landsmann Rubens Barrichello wurde im selben Jahr in dieser Serie Meister, während Diniz recht erfolglos blieb. Nach einem weiteren Jahr in der Formel 3 entschloss er sich, in die Formel 3000 zu wechseln. Auch hier blieb er zwei Jahre ohne Erfolg – mit dem vierten Platz in Estoril 1994 erreichte er nur eine einzige Punktplatzierung. Jedoch ebnete er mit Sponsormillionen seines Vaters dem italienischen Forti-Team dem Weg von der Formel 3000 in die Formel 1. Als Gegenleistung erhielt Diniz eines der beiden Renncockpits und hatte damit den Sprung in die höchste Motorsportklasse geschafft.

### Formel 1

#### Forti (1995)

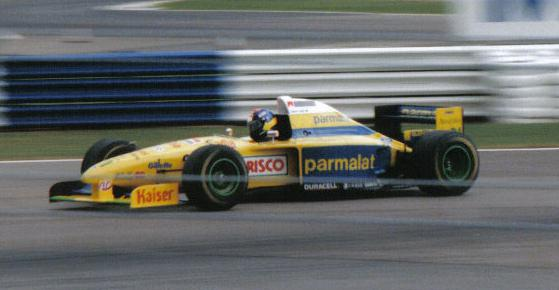
Pedro Diniz im Forti FG01 beim Großen Preis von Großbritannien 1995

Beim Großen Preis von Brasilien 1995 debütierte Diniz mit dem gelb lackierten Forti FG01 in der Formel 1. Der Wagen war jedoch zu langsam und zu unzuverlässig, als dass der Brasilianer damit hätte irgendwelche Erfolge erzielen können – geschweige denn, auch nur in die Punkteränge vorzustoßen. Zu Beginn seiner F1-Karriere wurde Diniz zudem von der internationalen Presse als „Bezahlfahrer“ verspottet, der seinen Platz in der Startaufstellung nur dem prall gefüllten Portemonnaie seines Vaters zu verdanken hat. Nachdem er jedoch seinen erfahrenen Teamkollegen Roberto Moreno ein ums andere Mal hinter sich lassen konnte, wurde auch die Kritik an Diniz leiser.

#### Ligier (1996)
Da er bei Forti keine erfolgreiche Zukunft sah, kaufte sich Diniz für die Saison 1996 mithilfe eines italienischen Milchprodukteherstellers kurzerhand ein Cockpit beim französischen Traditionsteam Ligier, das zu diesem Zeitpunkt dem britischen Rennsportmagnaten Tom Walkinshaw gehörte. Dort fuhr Diniz an der Seite des als schnell und zuverlässig geltenden Franzosen Olivier Panis den JS43. Beim verregneten Rennen in Spanien schaffte Diniz mit einem sechsten Platz seinen ersten WM-Punkt. Experten stuften die Leistung des Brasilianers allerdings als Glückstreffer ein, die dem Umstand vieler Ausfälle geschuldet sei. Zusätzliche Bestätigung erhielten die Kritiker durch die Tatsache, dass Panis stets der schnellere Ligier-Pilot war, dem sogar ein Sensationssieg in Monaco gelang. Daneben sorgte Diniz durch einen wenn auch unverschuldeten Zwischenfall beim Rennen in Argentinien für Schlagzeilen: Nach einem Boxenstopp schloss ein Tankventil nicht richtig, und während der Fahrt trat Benzin aus und setzte Diniz' Wagen in Brand. Der Fahrer entkam aber glücklicherweise unverletzt.

#### Arrows (1997–1998)
Nachdem das Ligier-Team an den ehemaligen Weltmeister Alain Prost verkauft worden war, der daraus ein französisches Nationalteam formen wollte, war für Diniz kein Platz mehr. Er wechselte mitsamt seinem bisherigen Teamchef zu Arrows, wo Walkinshaw sich eingekauft hatte. Neben dem japanischen Motorenpartner Yamaha überzeugte Walkinshaw mit viel Geld den amtierenden Weltmeister Damon Hill, der bei Williams nicht mehr willkommen war, für ihn zu fahren. Während Hill 1997 beinahe den Grand Prix von Ungarn gewann, gelang Diniz ein fünfter Platz auf dem Nürburgring als beste Saisonleistung.
Obwohl Hill den Rennstall nach nur einem Jahr wieder verließ und Yamaha sich aus der Formel 1 zurückzog, blieb Diniz für die Saison 1998 an Bord und bekam als Teamkollegen den schnellen Finnen Mika Salo an die Seite gestellt. Arrows kaufte Yamaha die Vorjahrestriebwerke ab und entwickelte sie in Eigenregie weiter. Diniz fuhr mit drei WM-Punkten genauso viele ein, wie sein stärker eingeschätzter Teamkollege Salo.

#### Sauber (1999–2000)

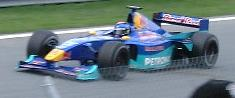
Diniz, Sauber, Kanada GP 2000

Für das Folgejahr wechselte er mit seinem Sponsor Parmalat zum Schweizer Rennstall Sauber, wo er auf den ehemaligen Ferrari-Piloten Jean Alesi traf. Mit insgesamt dreimal Platz sechs erreichte Diniz am Jahresende drei WM-Punkte, womit er überraschenderweise einen Punkt vor dem hoch eingeschätzten Alesi lag.
Diniz’ letzte Saison brachte ihn in der Saison 2000 bei Sauber wieder mit seinem alten Teamkollegen Mika Salo zusammen. Diesmal aber gelang dem Brasilianer gegen den Finnen kein Stich. Salo fuhr sechs WM-Punkte ein und distanzierte Diniz damit, dem kein Zähler gelang. Nach der Saison zog Diniz sich aus dem aktiven Motorsport zurück, um sich dem Management zu widmen.

## Karriere nach dem aktiven Motorsport
Im Jahr 2000 kaufte die Familie Diniz 40 Prozent des Prost-Rennstalls, Pedro Diniz übernahm in der Folge das Management des Teams. Nachdem das Team allerdings aufgrund finanzieller Schwierigkeiten am Ende des Jahres 2001 aufgelöst wurde, verschwand auch der Name Diniz endgültig aus der Formel 1.
Seitdem bemüht sich Diniz, dessen Familie die Supermarktkette Pão de Açúcar besitzt und eine der reichsten Familien Brasiliens ist, um die Förderung der südamerikanischen Formel Renault.
Pedro Diniz kehrte nach der Rennsportkarriere in seine Heimat zurück und baute dort eine Bio-Farm auf. Sebastian Vettel besuchte ihn und seine Farm vor dem Großen Preis von São Paulo 2021.

## Statistik

### Statistik in der Formel-1-Weltmeisterschaft

#### Gesamtübersicht
| Saison | Team                     | Chassis     | Motor               | Rennen | Siege | Zweiter | Dritter | Poles | schn. Rennrunden | Punkte | WM-Pos. |
| ------ | ------------------------ | ----------- | ------------------- | ------ | ----- | ------- | ------- | ----- | ---------------- | ------ | ------- |
| 1995   | Parmalat Forti Ford      | Forti FG01  | Ford ED 3.0 V8      | 17     | –     | –       | –       | –     | –                | –      | 21.     |
| 1996   | Ligier Gauloises Blondes | Ligier JS43 | Mugen-Honda 3.0 V10 | 16     | –     | –       | –       | –     | –                | 2      | 15.     |
| 1997   | Danka Arrows Yamaha      | Arrows A18  | Yamaha 3.0 V10      | 17     | –     | –       | –       | –     | –                | 2      | 16.     |
| 1998   | Danka Zepter Arrows      | Arrows A19  | Arrows 3.0 V10      | 16     | –     | –       | –       | –     | –                | 3      | 14.     |
| 1999   | Red Bull Sauber Petronas | Sauber C18  | Petronas 3.0 V10    | 16     | –     | –       | –       | –     | –                | 3      | 14.     |
| 2000   | Red Bull Sauber Petronas | Sauber C19  | Petronas 3.0 V10    | 16     | –     | –       | –       | –     | –                | –      | 18.     |
| Gesamt | Gesamt                   | Gesamt      | Gesamt              | 98     | –     | –       | –       | –     | –                | 10     |         |

#### Einzelergebnisse
| Saison | 1   | 2   | 3   | 4   | 5   | 6   | 7   | 8   | 9   | 10  | 11  | 12  | 13  | 14  | 15  | 16  | 17 |
| ------ | --- | --- | --- | --- | --- | --- | --- | --- | --- | --- | --- | --- | --- | --- | --- | --- | -- |
| 1995   |     |     |     |     |     |     |     |     |     |     |     |     |     |     |     |     |    |
| 10     | DNF | 15  | DNF | 10  | DNF | DNF | DNF | DNF | DNF | 13  | 9   | 16  | 13  | 17  | DNF | 7   |    |
| 1996   |     |     |     |     |     |     |     |     |     |     |     |     |     |     |     |     |    |
| 10     | 8   | DNF | 10  | 7   | DNF | 6   | DNF | DNF | DNF | DNF | DNF | DNF | 6   | DNF | DNF |     |    |
| 1997   |     |     |     |     |     |     |     |     |     |     |     |     |     |     |     |     |    |
| 10     | DNF | DNF | DNF | DNF | DNF | 8   | DNF | DNF | DNF | DNF | 7   | DNF | 13  | 5   | 12  | DNF |    |
| 1998   |     |     |     |     |     |     |     |     |     |     |     |     |     |     |     |     |    |
| DNF    | DNF | DNF | DNF | DNF | 6   | 9   | 14  | DNF | DNF | DNF | 11  | 5   | DNF | DNF | DNF |     |    |
| 1999   |     |     |     |     |     |     |     |     |     |     |     |     |     |     |     |     |    |
| DNF    | DNF | DNF | DNF | DNF | 6   | DNF | 6   | 6   | DNF | DNF | DNF | DNF | DNF | DNF | 11  |     |    |
| 2000   |     |     |     |     |     |     |     |     |     |     |     |     |     |     |     |     |    |
| DNF    | DNS | 8   | 11  | DNF | 7   | DNF | 10  | 11  | 9   | DNF | DNF | 11  | 8   | 8   | 11  | DNF |    |

| Legende  | Legende            | Legende                                                          |
| Farbe    | Abkürzung          | Bedeutung                                                        |
| -------- | ------------------ | ---------------------------------------------------------------- |
| Gold     | –                  | Sieg                                                             |
| Silber   | –                  | 2. Platz                                                         |
| Bronze   | –                  | 3. Platz                                                         |
| Grün     | –                  | Platzierung in den Punkten                                       |
| Blau     | –                  | Klassifiziert außerhalb der Punkteränge                          |
| Violett  | DNF                | Rennen nicht beendet (did not finish)                            |
| Violett  | NC                 | nicht klassifiziert (not classified)                             |
| Rot      | DNQ                | nicht qualifiziert (did not qualify)                             |
| Rot      | DNPQ               | in Vorqualifikation gescheitert (did not pre-qualify)            |
| Schwarz  | DSQ                | disqualifiziert (disqualified)                                   |
| Weiß     | DNS                | nicht am Start (did not start)                                   |
| Weiß     | WD                 | zurückgezogen (withdrawn)                                        |
| Hellblau | PO                 | nur am Training teilgenommen (practiced only)                    |
| Hellblau | TD                 | Freitags-Testfahrer (test driver)                                |
| ohne     | DNP                | nicht am Training teilgenommen (did not practice)                |
| ohne     | INJ                | verletzt oder krank (injured)                                    |
| ohne     | EX                 | ausgeschlossen (excluded)                                        |
| ohne     | DNA                | nicht erschienen (did not arrive)                                |
| ohne     | C                  | Rennen abgesagt (cancelled)                                      |
| ohne     | keine WM-Teilnahme |                                                                  |
| sonstige | P/fett             | Pole-Position                                                    |
| sonstige | 1/2/3/4/5/6/7/8    | Punktplatzierung im Sprint-/Qualifikationsrennen                 |
| sonstige | SR/kursiv          | Schnellste Rennrunde                                             |
| sonstige | *                  | nicht im Ziel, aufgrund der zurückgelegten Distanz aber gewertet |
| sonstige | ()                 | Streichresultate                                                 |
| sonstige | unterstrichen      | Führender in der Gesamtwertung                                   |